# Iceland Crisis Response Unit
Die Iceland Crisis Response Unit (isländisch Íslenska Friðargæslan) ist eine Sondereinheit, die dem isländischen Außenministerium unterstellt ist.

## Beschreibung
Die Einheit wurde in den 1990er Jahren aufgestellt, um eine Beteiligung Islands an Friedensmissionen zu ermöglichen. Dabei ist die Iceland Crisis Response Unit keine militärische Streitmacht, da Island keine reguläre Armee unterhält. Zu den Aufgaben gehören auch Aufklärungsmissionen sowie Unterstützungseinsätze bei Wiederaufbauarbeiten und in humanitären Notfällen. Die etwa 200 Mitglieder rekrutieren sich aus der Polizei und der Küstenwache. Sie waren bislang bei der Operation Enduring Freedom, als Teil der ISAF in Afghanistan und als Teil der KFOR im Kosovo eingesetzt.
Es sind lediglich leichte Zivilfahrzeuge wie der Nissan Patrol sowie Fahrzeuge von Santana Motor und Iveco Trakker im Einsatz. Ebenfalls im Gebrauch sind Handfeuerwaffen, die in der Regel aus dem Bestand der Norwegischen Streitkräfte stammen. Zu ihnen gehören das HK G3 oder das Diemaco C7.